# Heinz Anton Marolt
Heinz Anton Marolt (* 19. Mai 1958 in Klagenfurt, Eigenschreibweise im Hotelbetrieb: Heinz-Anton) ist ein österreichischer Hotelier und ehemaliger Politiker (FPÖ). Marolt war von 1998 bis 1999 Abgeordneter zum österreichischen Nationalrat.

## Leben

### Herkunft und Familie
Heinz Anton Marolts Großeltern väterlicherseits eröffneten vor dem Zweiten Weltkrieg ein kleines Gasthaus direkt am Klopeiner See. Dieses wurde bald zur Haupteinnahmequelle, die zuvor dominierende Landwirtschaft trat in den Hintergrund. Das Gasthaus wurde nach dem Kriegsende in der Zeit des Wirtschaftsaufschwungs zum Hotel und Tanzlokal ausgebaut, während die ursprünglich betriebene Landwirtschaft immer mehr in den Hintergrund trat.
Marolt ist der Sohn von Anton Marolt junior, dem ältesten Sohn des Gründers, und von Ida-Christine, geborene Reautschnig. Er ist mit Elke Marion, geborene Stampfer, verheiratet. Sie sind die Eltern von zwei Töchtern und zwei Söhnen, darunter als zweitgeborene Tochter Schauspielerin und Model Larissa Marolt.

### Ausbildung
Er besuchte von 1964 bis 1968 die Volksschule in Sankt Kanzian am Klopeiner See und im Anschluss bis 1973 die Hauptschule in Völkermarkt. Von klein auf war er in den elterlichen Betrieb eingebunden und hat sich dort bereits ab dem 10. Lebensjahr sein Taschengeld verdient. Zwischen 1974 und 1977 absolvierte Marolt eine Koch- und Kellnerlehre in Tirol und besuchte die Hotelfachschule Villach. Von 1977 bis 1978 leistete er den Präsenzdienst ab.

### Hotelier
Von 1978 bis 1992 leitete Marolt als Hoteldirektor das Promenaden-Strandhotel Marolt am Klopeiner See in Kärnten und ist seit 1993 selbständiger Hotelier dieses Hauses.
1992 übernahm Marolt das elterliche Hotel und begann mit der Generalsanierung. Im Lauf der Zeit erweiterte er die Hotelanlage mit umfangreichen Investitionen, sodass diese auf ein Apartmenthotel mit eigenem Strand und großzügiger Liegewiese, sein als Einzelunternehmer geführtes Promenaden-Strandhotel Marolt mit Tennis- und Beachvolleyballplatz sowie mit zwei Ferienhäusern am See angewachsen war.
Um das Jahr 2015 erwarb Marolt gemeinsam mit seiner Tochter Larissa – finanziert zum Teil aus ihrem aus Schauspiel und Modeln verdienten Vermögen – das Seehotel Klopein, das sich bis dahin im Immobilienportfolio der Unicredit Bank Austria befunden hatte. „Darauf sind wir sehr stolz, die Anlage hat 71.000 Quadratmeter Grundfläche, davon 8.000 Quadratmeter Strand. Das ist so groß wie unsere bisherigen Grundstücke zusammen“, wurde Heinz Anton Marolt im September 2015 zitiert. Seit diesem Zukauf erstreckt sich damit die Hotelanlage der Familie Marolt über eine Fläche von etwa 142.000 Quadratmeter, die einer Fläche von etwa 20 Fußballfeldern entsprechen.

### Unklare Verstrickung im Hypo-Alpe-Adria-Skandal
Laut einem Gutachten des Kärntner Wirtschaftsanwalts Johann Quendler war der damals Einzelunternehmer Marolt im Jahr 1997 mit 9,23 Millionen Euro Verbindlichkeiten allein bei dem Bankkonzern Hypo Alpe Adria bereits derart überschuldet, dass „mit an Sicherheit grenzender Wahrscheinlichkeit Zahlungsunfähigkeit vorliegt, somit der allgemeine Konkursgrund der Zahlungsunfähigkeit […] gegeben ist“. Es wurde allerdings kein Konkursantrag gestellt. Stattdessen wurden 15 Millionen Schilling Schulden, vom damaligen Hypo-Vorstandsdirektor Wolfgang Kulterer abgesegnet, komplett erlassen. Weitere 15 Millionen Schilling wurden in „Besserungskapital“ umgewandelt und später von der Bank abgeschrieben (insgesamt rund 2,18 Millionen Euro). Zudem sollen Gelder in Form von „Kultur- und Veranstaltungsförderung“ an Marolt geflossen sein. Gegen Kulterer wurde in dieser Causa im Jahr 2010 ein Ermittlungsverfahren wegen des Verdachts der Untreue eingeleitet.
Das vom Sachverständigen Josef Schima im Auftrag der Staatsanwaltschaft Klagenfurt erstellte Gutachten vom 9. August 2013 bestätigte, dass „die Gewährung des Nachlasses bzw. die Umwandlung in Besserungskapital […] wirtschaftlich nicht vertretbar [war]“, die Bilanzen von 1992 bis 1994 „deutlich negatives Eigenkapital“ zeigten und „der Schaden in Höhe von insgesamt 30 Millionen Schilling […] damit in Kauf genommen wurde“.
Das Ermittlungsverfahren gegen Kulterer wurde im Jänner 2014 eingestellt. Kulterer soll in dieser Causa kein Schädigungsvorsatz nachweisbar gewesen sein. Marolt betonte in der Sache stets, dass er sich mit der Bank auf einen Konsens geeinigt habe und der Erlass nicht im Zusammenhang mit seiner politischen Tätigkeit zwischen 1991 und 1999 als FPÖ-Ortsparteiobmann und Nationalratsabgeordneter stand. Dem Vorstand der Hypo Alpe Adria stand es danach offen, ob er einen Fortführungsantrag des Strafverfahrens gegen Kulterer stellt beziehungsweise eine Zivilrechtsklage gegen Marolt einbringt.

### Politik
Marolt war von 1991 bis 1997 sowie von 1997 bis 1999 Gemeinderat in St. Kanzian. Er gehörte von 1991 bis 1999 dem Gemeindevorstand an und wirkte zwischen 1990 und 1999 als Ortsparteiobmann der FPÖ. Zwischen 1991 und 1995 hatte er das Amt des Bezirksparteiobmann-Stellvertreters der FPÖ Völkermarkt inne und übte von 1990 bis 1995 das Amt des Vorsitzenden des Landes-Fremdenverkehrsbeirates von Kärnten aus. Marolt war zudem von 1993 bis 1997 Obmann des Landeskommunalreferates der FPÖ Kärnten und ab 1991 Mitglied der Kammer der gewerblichen Wirtschaft für Kärnten.
Ab dem 15. Juni 1998 vertrat Marolt die FPÖ im Nationalrat und war deren Tourismussprecher. Da er als Kärntner Spitzenkandidat der Liste Richard Lugner bei der Nationalratswahl 1999 kandidierte, war er ab dem 19. August 1999 ohne Parteizugehörigkeit. Als Grund für seinen Wechsel nannte Marolt die Suche nach einer neuen Herausforderung und Lugners wirtschaftliche Kompetenz. Die FPÖ hatte es hingegen so dargestellt, Marolt deshalb nicht als Kandidaten aufgestellt zu haben, da er seine Vermögensverhältnisse nicht offengelegt habe. Marolt bestritt dies jedoch. Nach dem erfolglosen Antreten der Liste Richard Lugner schied Marolt am 28. Oktober 1999 aus dem Nationalrat aus. Zuvor war er im September 1999 zum Stellvertretenden Vorsitzenden von Lugners Partei Die Unabhängigen gewählt worden. Marolt kandidierte bei der Gemeinderatswahl 2003 in Sankt Kanzian mit einer Bürgerliste, die jedoch knapp ein Mandat für den Einzug in den Gemeinderat verfehlte.